# Euzko Gudarostea
Euzko Gudarostea (ortografia moderna: Eusko Gudarostea, "Esercito Basco") era il nome dell'esercito comandato dal Governo basco durante la guerra civile spagnola. Fu formato da nazionalisti baschi, socialisti, comunisti e anarchici sotto la direzione di José Antonio Aguirre e coordinato con l'esercito della Seconda Repubblica spagnola.

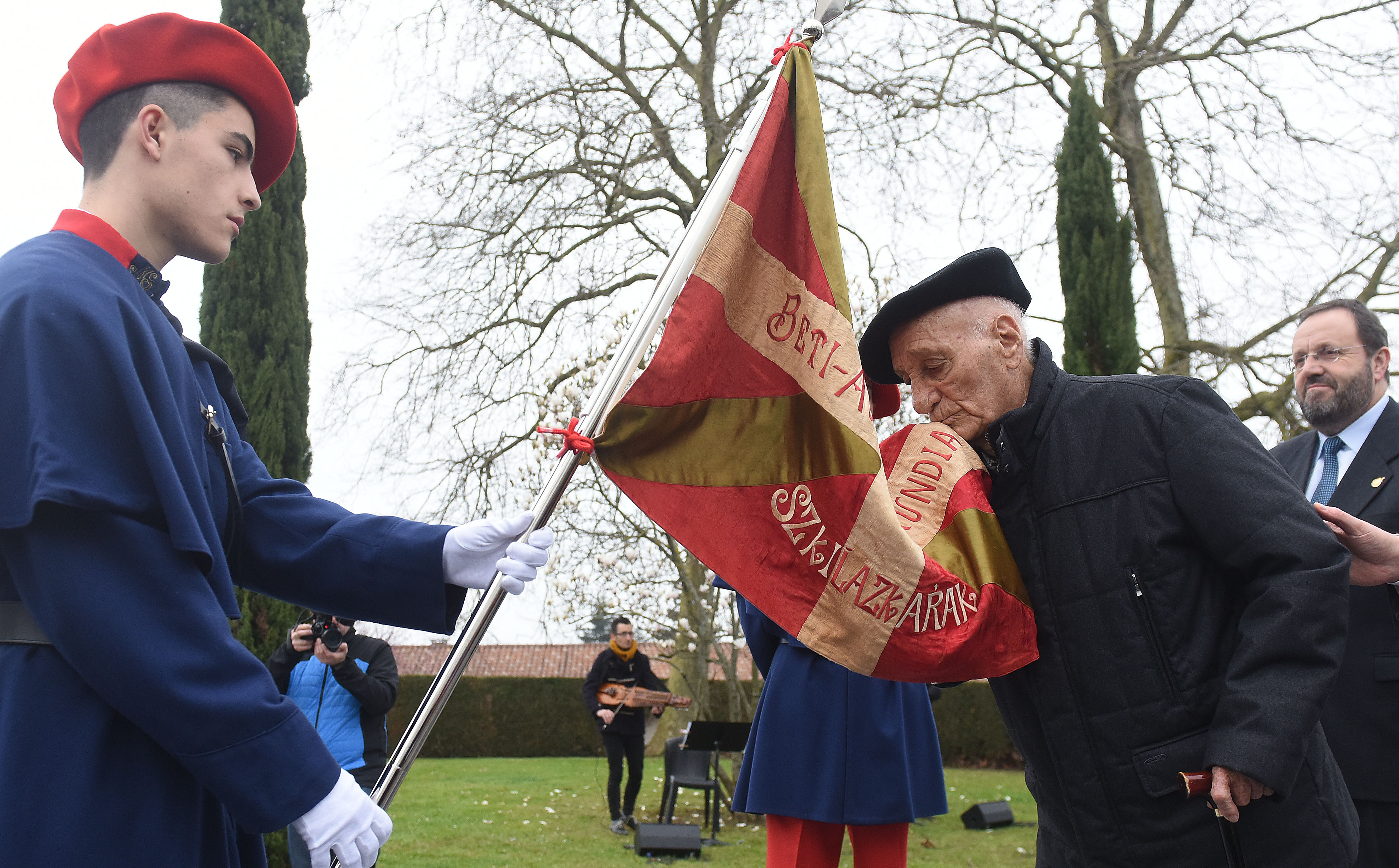
Celebrazione nell'ottantesimo anniversario della morte di Saseta, un gudari bacia la bandiera basca

I suoi componenti, reclutati su base volontaria e denominati gudari (guerrieri in basco), combatterono le truppe di Francisco Franco tra 1936 e 1937.
Non avendo truppe in funzione antiaerea distribuite sul territorio, non poté evitare il Bombardamento di Guernica, ma successivamente combatterono nella battaglia di Guernica.

## Storia

### Guerra: le fasi iniziali
Nelle fasi iniziali fallì alcune offensive, anche a causa della difesa dei capisaldi interni (che davano l'accesso alla Castiglia) da parte dell'esercito sollevato in prima battuta e all'alto reclutamento di Requeté in Alava e Navarra a cui furono distribuite armi dall'esercito in piazza a Pamplona e in altri presidi militari.
I repubblicani si trovarono così a lottare su due fronti dato che godevano di un appoggio soprattutto urbano (Costa basca e grandi città).

### Battaglie nei paesi baschi

Il fronte settentrionale della guerra civile e le offensive nazionaliste

Tra le battaglie a cui partecipò abbiamo:

- in fase offensiva: l'assedio fallito in Alava per entrare in Castiglia;
- in fase difensiva: la battaglia di Bilbao che persero sfavoriti dal fatto che il costruttore della linea era passato agli insorti, indicando i punti deboli della struttura (che era comunque incompleta in un solo anno di costruzione).

### Ultime battaglie in Cantabria e resa
I Paesi Baschi caddero prima della vicina Cantabria, dove alcuni singoli soldati baschi combatterono nelle battaglie di Santander e El Mazuco.
Tuttavia i soldati erano stati mobilitati su base volontaria per difendere il proprio territorio e pertanto smisero progressivamente di combattere fuori da Euskadi in quanto i leader politici del PNV non volevano impiegarli altrove.
Con l'Assedio di Gijón si conclude la campagna sul fronte settentrionale e parte delle truppe sono spostate a sud dove la guerra continua.

### L'accordo di Santoña con gli italiani
Si arrese agli italiani del Corpo Truppe Volontarie a Santoña, in Cantabria, mentre il resto dell'esercito repubblicano continuò a combattere fino al 1939. Questo evento viene chiamato Accordo di Santoña, Patto di Santoña, o Tradimento di Santoña da alcuni esponenti della sinistra spagnola.
Riuscirono in parte a salvarsi espatriando in Francia col beneplacito degli italiani che entrarono perciò in contrasto con Franco.

## Nella cultura polare: la canzone dell'Eusko Gudariak
Canzone tipica era l'eusko Gudariak che nei suoi versi indicava i compiti dei membri dell'esercito basco:
Euskadi askatzeko,

gerturik daukagu odola

bere aldez emateko.

Irrintzi bat entzun da

mendi tontorrean

goazen gudari danok

Ikurriñan atzean.»
arrivati per liberare Euskadi

Generoso è il sangue

che verseremo per lei

Si ode un grido

dalla collina

Andiamo tutti

dietro l'Ikurriña!»
(testo originario dell'Eusko Gudariak)